# Valence Mendis
Warnakulasurya Wadumestrige Devasritha Valence Mendis (ur. 21 maja 1958 w Koralawella) – lankijski duchowny rzymskokatolicki, od 2021 biskup Kandy.

## Życiorys
Święcenia kapłańskie przyjął 20 lipca 1985. Inkardynowany do diecezji Chilaw, przez wiele lat pracował jednak w krajowym seminarium w Kandy. Był także sekretarzem komisji lankijskiej Konferencji Episkopatu ds. dialogu międzyreligijnego.
17 stycznia 2005 został mianowany biskupem koadiutorem rodzinnej diecezji. Sakry biskupiej udzielił mu 2 kwietnia 2005 ówczesny biskup Chilaw, Frank Marcus Fernando. 19 października 2006 przejął po bp. Fernando rządy w diecezji.
9 października 2021 papież Franciszek mianował go ordynariuszem diecezji Kandy.